# Дійсна густина
Дійсна густина (англ. real density, insitu density, inline density, рос. истинная плотность, нім. reall Dichte f) — характеристика речовини, яка кількісно визначається відношенням маси до об'єму у абсолютно щільному стані (без урахування пор, тріщин).